# Wöhningen
Wöhningen ist ein Ortsteil des Fleckens Bergen an der Dumme im Landkreis Lüchow-Dannenberg in Niedersachsen. Der Ort liegt zwei Kilometer nordwestlich vom Kernort Bergen an der Dumme und direkt am 480 Hektar großen Naturschutzgebiet Schnegaer Mühlenbachtal. Durch den Ort, der als kleine Ansiedlung in früheren Jahrhunderten seinen Anfang nahm, fließt der Schnegaer Mühlengraben.

## Geschichte
Zur Nutzung der Wasserkraft des Baches wurde in früheren Jahrhunderten eine Wassermühle errichtet und einige Arbeiter einschließlich dem Müller siedelten sich in der Nähe an. Aus dieser Zeit sind wohl auch noch historische Wohnhäuser erhalten.
Die Mühle ist im 21. Jahrhundert als technisches Denkmal erhalten und wird vom Landhandelsbetrieb Johannes Bock als Mahl- und Schälmühle weiter genutzt.
Am 1. Juli 1972 wurde das bis dahin selbstständige Dorf Wöhningen in die Gemeinde Bergen an der Dumme als Ortsteil oder Kleinsiedlung eingegliedert.

## Wirtschaft (Auswahl)
Wie schon oben erwähnt, gibt es einen Landhandelsbetrieb, darüber hinaus hat sich ein Autohaus angesiedelt.

## Verkehr
Über die Bundesstraße 71 ist der Ort mit Kraftfahrzeugen erreichbar. Die durch das Örtchen verlaufenden und verästelten Straßen tragen alle den Namen Wöhningen und sind durchnummeriert von 1 bis (mindestens) 24.